# Pogonocherus parvulus
Pogonocherus parvulus är en skalbaggsart som beskrevs av Leconte 1852. Pogonocherus parvulus ingår i släktet Pogonocherus och familjen långhorningar. Inga underarter finns listade i Catalogue of Life.